# SNCAN
SNCAN, (acrònim de Société nationale des construccions aéronautiques du Nord), o simplement, Nord, va ser una empresa fabricant d'aeronaus francesa de propietat estatal abans i després de la Segona Guerra Mundial. L'empresa havia estat formada com una de les sis Société Nationales en la reorganització d'indústries militars del 1936, i va ser creada per la nacionalització de diverses fàbriques d'avions del del nord de França.
SNCAN va sobreviure fins que, el 1954 es va fusionar per formar Nord Aviation.

## Història
Seguint la resolució de la vaga general de la indústria pesant francesa del 1936, el govern de Léon Blum va introduir una acta per nacionalitzar la indústria militar francesa abans de l'1 d'abril de 1937. Això va portar a la formació de sis empreses nacionalitzades fabricants d'aeronaus organitzades regionalment:: SNCAN (a la zona nord), SNCAO (a l'oest), SNCAM (Le Midi), SNCAC (centre), SNCASO (al sud-oest), i SNCASE (al sud-est). També es va crear una empresa per fabricar motors d'aeronaus, SNCM, (anteriorment Lorraine-Dietrich).
SNCAN es va formar amb la fusió de la fàbrica a Méaulte de Potez, de CAMS a Sartrouville i ANF Les Mureaux a l'Ile-de-França, i les instal·lacions d'Amiot/SECM a Caudebec-en-Caux i de Breguet a Le Havre (Normandia).
En l'època prèvia a la Segona Guerra Mundial SNCAN va continuar construint aeronaus amb els models que ja estaven produint cadascuna de les diferents marques. També van produir diversos prototips i nous dissenys, tot i que només el Potez 630 va anar a producció plena.
Després de la caiguda de França els actius de SNCAN es trobaven en la zona ocupada, i la feina en la indústria aeronàutica estava restringida. Tot i això, l'any 1944 van fabricar sota llicència l'avió esportiu Messerschmitt Me-108. Un cop acabada la guerra la producció del Me-108 va continuar amb el nom de Nord Pingouin.
Durant aquest període SNCAN va adoptar la marca Nord creant una sèrie de dissenys reeixits, el més conegut dels quals va ser l'aeronau de transport Nord Noratlas.
L'any 1949 el SNCAC va ser dissolt i molts dels seus actius van ser absorbits pel SNCAN. Poc després SNCAN es va fusionar amb SFECMAS, la recentment privatitzada pel govern francès Arsenal de l'Aéronautique, i es va rebatejar com Nord Aviation.
Més tard, el 1970, Nord Aviation es va fusionar amb Sud Aviation per formar Aérospatiale, el fabricant d'aeronaus més important del govern francès .

## Productes

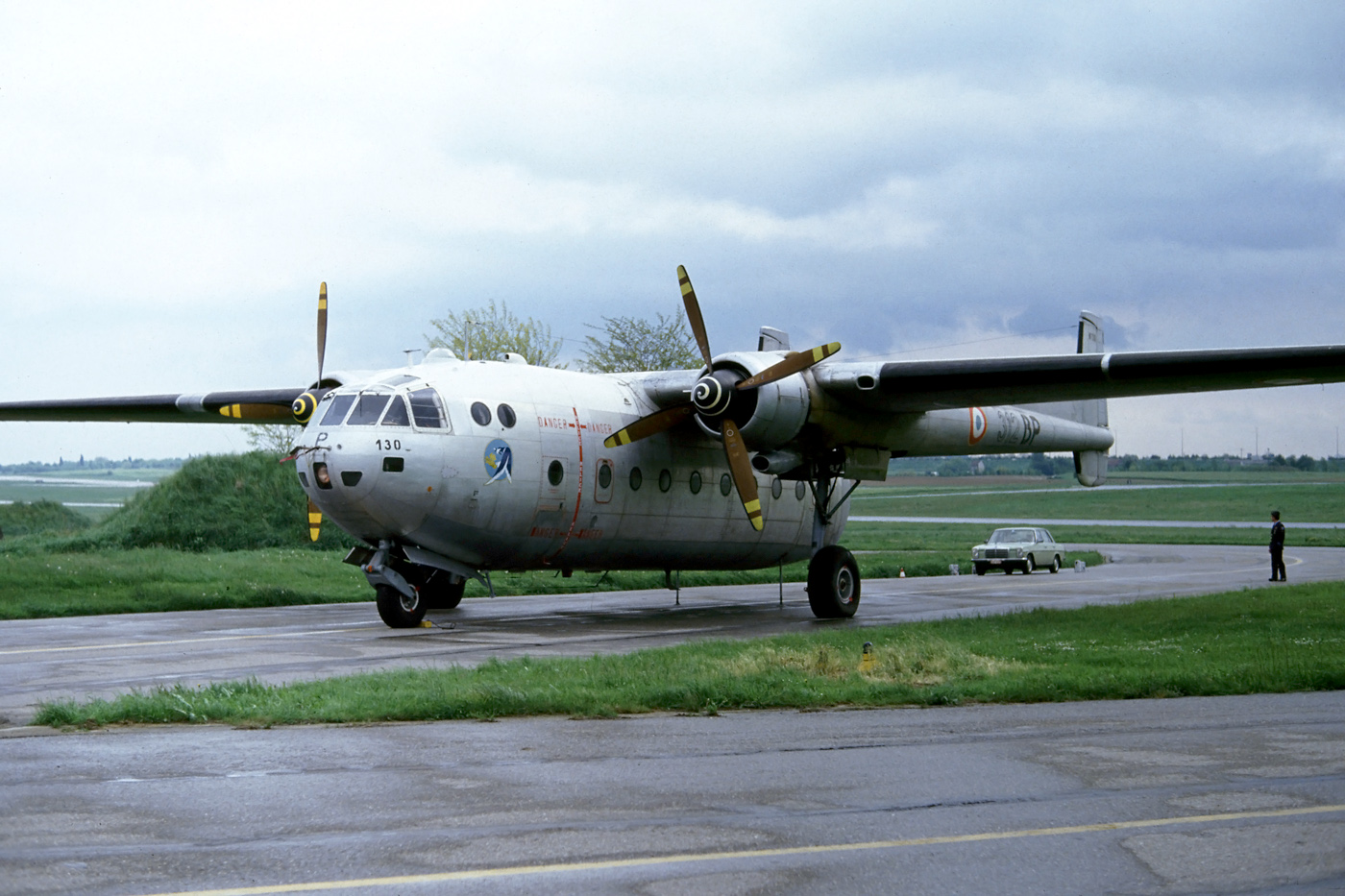
Nord Noratlas (1983)

SNCAN va construir diverses aeronaus:
- Nord Pingouin (1944)
- Nord Norécrin, una monoplà d'entrenament de 3 places (1945)
- Nord Norélan, un entrenador de 3 places (1948)
- Nord Noroit, una hidrocanoa/amnfibi bimotor de rescat marítim (1949)

L'any 1947 Nord va construir un prototip de bombarder, el Noréclair, i també un prototipus d'helicòpter de 2 seients, el Norélic, però tampoc van arriba a anar a producció.
El 1947 Nord també va dissenyar el Nord Norazur, un prototipus de transport bimotor, al que va seguir el Nord Noratlas l'any 1949, el qual va esdevindre l'aeronau de transport més important de l'era de la força aèrea francesa.